# Précis Historiques

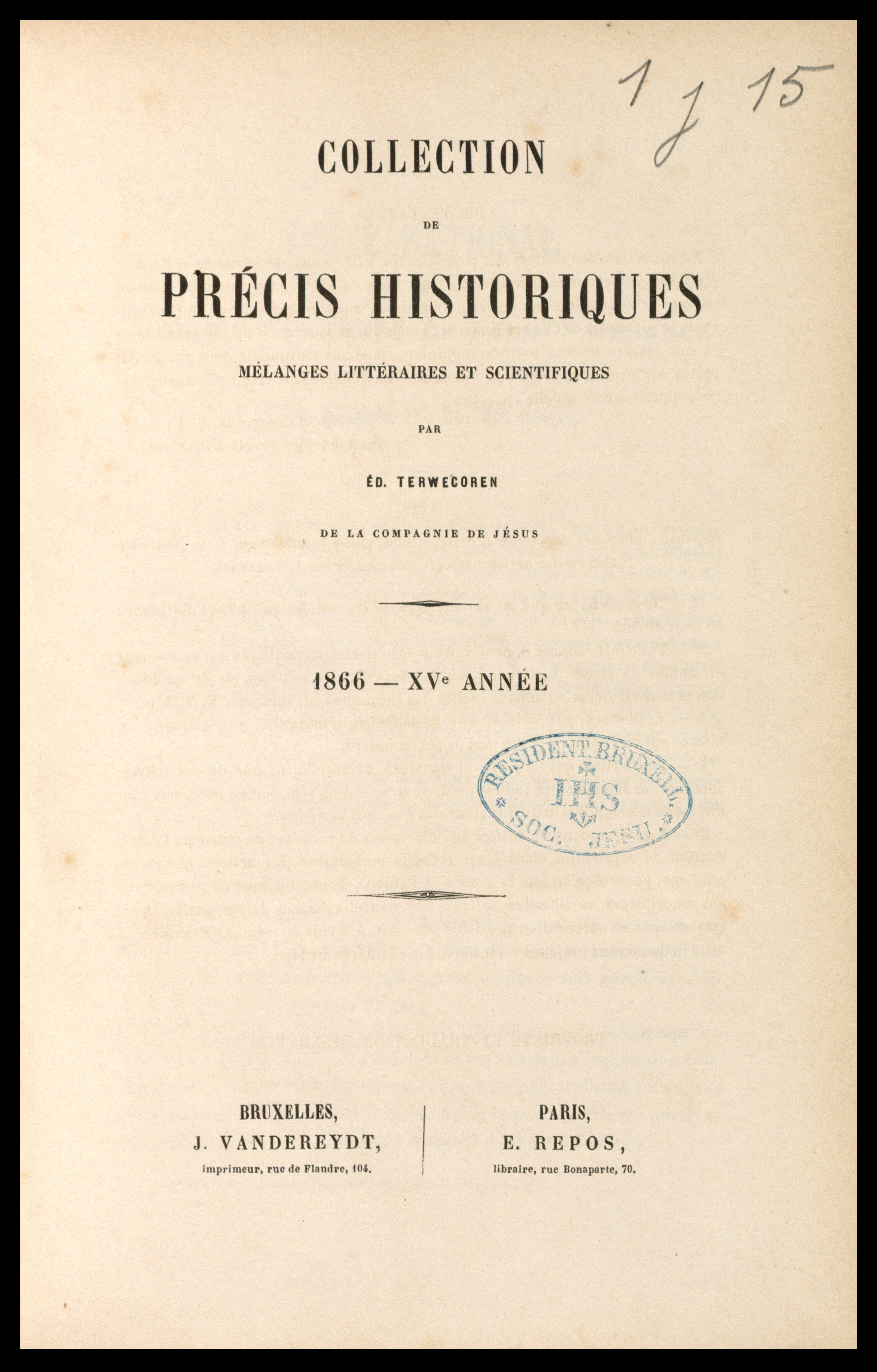
Cover Précis historiques uit 1866

Précis Historiques was het tijdschrift van de Belgische provincie van de Sociëteit van Jezus. Het verscheen voor het eerst in 1852 en was een apologetisch en polemisch tijdschrift ter instructie van katholieken, in eerste instantie van de leerlingen van jezuiëtencolleges en hun families.

## Geschiedenis
De aanstoker tot de oorspronkelijke publicatie van het tijdschrift was de Belgische jezuïet Edouard Terwecoren (1815-1872). Terwecoren, geboren in Vilvoorde, en oud-leerling van het Aalsterse Sint-Jozefcollege trad in oktober 1836 in het Nijvelse noviciaat van de Jezuïeten in. Terwecoren werd opgeleid als collegeprofessor en gaf les in verschillende instituten van de orde, onder andere in Namen, Aalst en Brussel.  Vanuit de colleges deed hij assistentiewerk in kloosters en meisjespensionaten, waaronder dat van de gerenommeerde kostschool van de Dames van Berlaimont in Brussel. Terwecorens levenswerk werd echter niet het onderwijs. Het nieuwe tijdschrift dat onder auspiciën van zijn Belgische ordeoversten in 1852 het levenslicht zag en dat de naam Collection des Précis historiques ou Choix de récits et d’aperçus courts et instructifs tirés de l’histoire de l’Eglise, en in zijn latere afleveringen kortweg Précis historiques droeg, trok zijn levenslange aandacht. Vanuit zijn werkkamer in het Brusselse Sint-Michielscollege schreef Terwecoren gedurende 20 jaar tal van jaargangen vol en onderhield hij een uitgebreide briefwisseling, met onder meer zijn medebroeder-missionaris Pieter-Jan De Smet, bijgenaamd Grote Zwartrok, die actief was onder de inheemse stammen in Noord-Amerika.
In juni 1872 overleed Terwecoren en kwam de leiding van het tijdschrift in handen van zijn oudere confrater, Joseph Broeckaert (1807-1880). Hoewel het tijdschrift heel wat (inter)nationaal kerkelijk en wereldlijk nieuws, duidingsartikels over de kerkelijke leer, de katholieke kerkgeschiedenis en eigen ordesgeschiedenis en historiek (waaronder necrologia van overleden medebroeders) in haar kolommen opnam, ging het zich vanaf 1892 toeleggen op het missienieuws van de Belgische Jezuïeten en werd het een volwaardig missietijdschrift. Brieven van missionarissen met verhalen over hun ervaring in het missieveld en uitgebreide notities over de missieposten vonden in de kolommen van de periodiek een plaats. Het abonnementsgeld en de vele aalmoezen die de redactie van weldoeners ontving, werden aan de missionarissen ter ondersteuning overgemaakt. Het verscheen tot in 1898 onder haar vroegere benaming Précis Historiques en telde in totaal ruim 49 volumes. In 1899 veranderde het tijdschrift van benaming en heette het Missions belges de la Compagnie de Jésus. Het tijdschrift legde zich nu volledig toe op de promotie en de propaganda van het missiewerk van de Belgische Jezuïeten in Ceylon (Sri Lanka), India (Bengalen) en Congo.

## Oplage
Het schrijfwerk van Terwecoren kreeg, onder meer door zijn keuze voor buitenlandse berichtgeving en duidingsartikels, al snel een internationale aandacht. Zo werd het tijdschrift niet alleen in België verdeeld, maar ook in landen zoals Frankrijk. De oplage bedroeg toen ongeveer 5000 exemplaren.